# Столыпины
Столы́пины — древний русский дворянский род, восходящий к началу XVI века.
Род внесён в VI часть родословных книг Пензенской и Саратовской губерний.

## Происхождение и история рода
Род этот существовал уже в XVI столетии.
Второй Титович Столыпин подписался на поручной записи бояр и дворян по князю Охлябинине (1566). Поколенная роспись начинается с Григория Столыпина, жившего в конце XVI века и жалованный поместным окладом (1605).. Его сын Афанасий и внук Сильвестр были муромскими городовыми дворянами (1629), пожалованы в московские дворяне (1672) за службу в войне с Польшею (1654-1656). Муромский дворянин Сильвестр Афанасьевич участвовал в войне с Речью Посполитой во второй половине XVII столетия, пожалован в московские дворяне (1672-1677), за заслуги был награждён поместьем в Муромском уезде.
У его внука Емельяна Семёновича было два сына — Дмитрий и Алексей. У Алексея от брака с Марией Афанасьевной Мещериновой родились шестеро сыновей и пять дочерей. Один из сыновей, Александр, был адъютантом А. В. Суворова, другой — Аркадий (1778—1825), друг М. М. Сперанского — стал сенатором. Ещё двое братьев — Николай (1781—1830) и Дмитрий — дослужились до генералов. Их сестра Елизавета Алексеевна, по мужу Арсеньева, была бабкой М. Ю. Лермонтова.

### Родословное древо Столыпиных
|                                |                                |                                |                                |                                |                                |  |  |                              |                              |                              |                              | Григорий Столыпин              |                              |  |  |                               |                               |                               |                               |                               |                               |                              |                              |                              |                              |                              |                              |                              |                              |                              |                              |                                |                                |                                |                                |                                |                                |                              |                              |                               |                               |                               |                               |                               |                               |  |  |                             |                             |                             |                             |                             |                             |  |  |                            |                            |                            |                            |                            |                            |  |  |                              |                              |                              |                              |                              |                              |  |  |                               |                               |                               |                               |                               |                               |
|                                |                                |                                |                                |                                |                                |  |  |                              |                              |                              |                              |                                |                              |  |  |                               |                               |                               |                               |                               |                               |                              |                              |                              |                              |                              |                              |                              |                              |                              |                              |                                |                                |                                |                                |                                |                                |                              |                              |                               |                               |                               |                               |                               |                               |  |  |                             |                             |                             |                             |                             |                             |  |  |                            |                            |                            |                            |                            |                            |  |  |                              |                              |                              |                              |                              |                              |  |  |                               |                               |                               |                               |                               |                               |
|                                |                                |                                |                                |                                |                                |  |  |                              |                              |                              |                              | Афанасий Григорьевич Столыпин  |                              |  |  |                               |                               |                               |                               |                               |                               |                              |                              |                              |                              |                              |                              |                              |                              |                              |                              |                                |                                |                                |                                |                                |                                |                              |                              |                               |                               |                               |                               |                               |                               |  |  |                             |                             |                             |                             |                             |                             |  |  |                            |                            |                            |                            |                            |                            |  |  |                              |                              |                              |                              |                              |                              |  |  |                               |                               |                               |                               |                               |                               |
|                                |                                |                                |                                |                                |                                |  |  |                              |                              |                              |                              |                                |                              |  |  |                               |                               |                               |                               |                               |                               |                              |                              |                              |                              |                              |                              |                              |                              |                              |                              |                                |                                |                                |                                |                                |                                |                              |                              |                               |                               |                               |                               |                               |                               |  |  |                             |                             |                             |                             |                             |                             |  |  |                            |                            |                            |                            |                            |                            |  |  |                              |                              |                              |                              |                              |                              |  |  |                               |                               |                               |                               |                               |                               |
|                                |                                |                                |                                |                                |                                |  |  |                              |                              |                              |                              | Сильвестр Афанасьевич Столыпин |                              |  |  |                               |                               |                               |                               |                               |                               |                              |                              |                              |                              |                              |                              |                              |                              |                              |                              |                                |                                |                                |                                |                                |                                |                              |                              |                               |                               |                               |                               |                               |                               |  |  |                             |                             |                             |                             |                             |                             |  |  |                            |                            |                            |                            |                            |                            |  |  |                              |                              |                              |                              |                              |                              |  |  |                               |                               |                               |                               |                               |                               |
|                                |                                |                                |                                |                                |                                |  |  |                              |                              |                              |                              |                                |                              |  |  |                               |                               |                               |                               |                               |                               |                              |                              |                              |                              |                              |                              |                              |                              |                              |                              |                                |                                |                                |                                |                                |                                |                              |                              |                               |                               |                               |                               |                               |                               |  |  |                             |                             |                             |                             |                             |                             |  |  |                            |                            |                            |                            |                            |                            |  |  |                              |                              |                              |                              |                              |                              |  |  |                               |                               |                               |                               |                               |                               |
|                                |                                |                                |                                |                                |                                |  |  |                              |                              |                              |                              |                                |                              |  |  |                               |                               |                               |                               |                               |                               |                              |                              |                              |                              |                              |                              |                              |                              |                              |                              |                                |                                |                                |                                |                                |                                |                              |                              |                               |                               |                               |                               |                               |                               |  |  |                             |                             |                             |                             |                             |                             |  |  |                            |                            |                            |                            |                            |                            |  |  |                              |                              |                              |                              |                              |                              |  |  |                               |                               |                               |                               |                               |                               |
| Василий Сильвестрович Столыпин | Василий Сильвестрович Столыпин | Василий Сильвестрович Столыпин | Василий Сильвестрович Столыпин | Василий Сильвестрович Столыпин | Василий Сильвестрович Столыпин |  |  |                              |                              |                              |                              |                                |                              |  |  |                               |                               |                               |                               |                               |                               |                              |                              | Семён Сильвестрович Столыпин | Семён Сильвестрович Столыпин | Семён Сильвестрович Столыпин | Семён Сильвестрович Столыпин | Семён Сильвестрович Столыпин | Семён Сильвестрович Столыпин |                              |                              |                                |                                |                                |                                |                                |                                |                              |                              |                               |                               |                               |                               |                               |                               |  |  |                             |                             |                             |                             |                             |                             |  |  |                            |                            |                            |                            |                            |                            |  |  |                              |                              |                              |                              |                              |                              |  |  |                               |                               |                               |                               |                               |                               |
| Василий Сильвестрович Столыпин | Василий Сильвестрович Столыпин | Василий Сильвестрович Столыпин | Василий Сильвестрович Столыпин | Василий Сильвестрович Столыпин | Василий Сильвестрович Столыпин |  |  |                              |                              |                              |                              |                                |                              |  |  |                               |                               |                               |                               |                               |                               |                              |                              | Семён Сильвестрович Столыпин | Семён Сильвестрович Столыпин | Семён Сильвестрович Столыпин | Семён Сильвестрович Столыпин | Семён Сильвестрович Столыпин | Семён Сильвестрович Столыпин |                              |                              |                                |                                |                                |                                |                                |                                |                              |                              |                               |                               |                               |                               |                               |                               |  |  |                             |                             |                             |                             |                             |                             |  |  |                            |                            |                            |                            |                            |                            |  |  |                              |                              |                              |                              |                              |                              |  |  |                               |                               |                               |                               |                               |                               |
| Александр Васильевич Столыпин  | Александр Васильевич Столыпин  | Александр Васильевич Столыпин  | Александр Васильевич Столыпин  | Александр Васильевич Столыпин  | Александр Васильевич Столыпин  |  |  |                              |                              |                              |                              |                                |                              |  |  |                               |                               |                               |                               |                               |                               |                              |                              | Емельян Семёнович Столыпин   | Емельян Семёнович Столыпин   | Емельян Семёнович Столыпин   | Емельян Семёнович Столыпин   | Емельян Семёнович Столыпин   | Емельян Семёнович Столыпин   |                              |                              |                                |                                |                                |                                |                                |                                |                              |                              |                               |                               |                               |                               |                               |                               |  |  |                             |                             |                             |                             |                             |                             |  |  |                            |                            |                            |                            |                            |                            |  |  |                              |                              |                              |                              |                              |                              |  |  |                               |                               |                               |                               |                               |                               |
| Александр Васильевич Столыпин  | Александр Васильевич Столыпин  | Александр Васильевич Столыпин  | Александр Васильевич Столыпин  | Александр Васильевич Столыпин  | Александр Васильевич Столыпин  |  |  |                              |                              |                              |                              |                                |                              |  |  |                               |                               |                               |                               |                               |                               |                              |                              | Емельян Семёнович Столыпин   | Емельян Семёнович Столыпин   | Емельян Семёнович Столыпин   | Емельян Семёнович Столыпин   | Емельян Семёнович Столыпин   | Емельян Семёнович Столыпин   |                              |                              |                                |                                |                                |                                |                                |                                |                              |                              |                               |                               |                               |                               |                               |                               |  |  |                             |                             |                             |                             |                             |                             |  |  |                            |                            |                            |                            |                            |                            |  |  |                              |                              |                              |                              |                              |                              |  |  |                               |                               |                               |                               |                               |                               |
|                                |                                |                                |                                |                                |                                |  |  |                              |                              |                              |                              |                                |                              |  |  |                               |                               |                               |                               |                               |                               |                              |                              |                              |                              |                              |                              |                              |                              |                              |                              |                                |                                |                                |                                |                                |                                |                              |                              |                               |                               |                               |                               |                               |                               |  |  |                             |                             |                             |                             |                             |                             |  |  |                            |                            |                            |                            |                            |                            |  |  |                              |                              |                              |                              |                              |                              |  |  |                               |                               |                               |                               |                               |                               |
| Данила Александрович Столыпин  | Данила Александрович Столыпин  | Данила Александрович Столыпин  | Данила Александрович Столыпин  | Данила Александрович Столыпин  | Данила Александрович Столыпин  |  |  |                              |                              |                              |                              |                                |                              |  |  |                               |                               |                               |                               | Дмитрий Емельянович Столыпин  | Дмитрий Емельянович Столыпин  | Дмитрий Емельянович Столыпин | Дмитрий Емельянович Столыпин | Дмитрий Емельянович Столыпин | Дмитрий Емельянович Столыпин |                              |                              | Алексей Емельянович Столыпин | Алексей Емельянович Столыпин | Алексей Емельянович Столыпин | Алексей Емельянович Столыпин | Алексей Емельянович Столыпин   | Алексей Емельянович Столыпин   |                                |                                | Мария Афанасьевна Мещеринова   | Мария Афанасьевна Мещеринова   | Мария Афанасьевна Мещеринова | Мария Афанасьевна Мещеринова | Мария Афанасьевна Мещеринова  | Мария Афанасьевна Мещеринова  |                               |                               |                               |                               |  |  |                             |                             |                             |                             |                             |                             |  |  |                            |                            |                            |                            |                            |                            |  |  |                              |                              |                              |                              |                              |                              |  |  |                               |                               |                               |                               |                               |                               |
| Данила Александрович Столыпин  | Данила Александрович Столыпин  | Данила Александрович Столыпин  | Данила Александрович Столыпин  | Данила Александрович Столыпин  | Данила Александрович Столыпин  |  |  |                              |                              |                              |                              |                                |                              |  |  |                               |                               |                               |                               | Дмитрий Емельянович Столыпин  | Дмитрий Емельянович Столыпин  | Дмитрий Емельянович Столыпин | Дмитрий Емельянович Столыпин | Дмитрий Емельянович Столыпин | Дмитрий Емельянович Столыпин |                              |                              | Алексей Емельянович Столыпин | Алексей Емельянович Столыпин | Алексей Емельянович Столыпин | Алексей Емельянович Столыпин | Алексей Емельянович Столыпин   | Алексей Емельянович Столыпин   |                                |                                | Мария Афанасьевна Мещеринова   | Мария Афанасьевна Мещеринова   | Мария Афанасьевна Мещеринова | Мария Афанасьевна Мещеринова | Мария Афанасьевна Мещеринова  | Мария Афанасьевна Мещеринова  |                               |                               |                               |                               |  |  |                             |                             |                             |                             |                             |                             |  |  |                            |                            |                            |                            |                            |                            |  |  |                              |                              |                              |                              |                              |                              |  |  |                               |                               |                               |                               |                               |                               |
|                                |                                |                                |                                |                                |                                |  |  |                              |                              |                              |                              |                                |                              |  |  |                               |                               |                               |                               |                               |                               |                              |                              |                              |                              |                              |                              |                              |                              |                              |                              |                                |                                |                                |                                |                                |                                |                              |                              |                               |                               |                               |                               |                               |                               |  |  |                             |                             |                             |                             |                             |                             |  |  |                            |                            |                            |                            |                            |                            |  |  |                              |                              |                              |                              |                              |                              |  |  |                               |                               |                               |                               |                               |                               |
|                                |                                |                                |                                |                                |                                |  |  |                              |                              |                              |                              |                                |                              |  |  |                               |                               |                               |                               |                               |                               |                              |                              |                              |                              |                              |                              |                              |                              |                              |                              |                                |                                |                                |                                |                                |                                |                              |                              |                               |                               |                               |                               |                               |                               |  |  |                             |                             |                             |                             |                             |                             |  |  |                            |                            |                            |                            |                            |                            |  |  |                              |                              |                              |                              |                              |                              |  |  |                               |                               |                               |                               |                               |                               |
| Григорий Данилович Столыпин    | Григорий Данилович Столыпин    | Григорий Данилович Столыпин    | Григорий Данилович Столыпин    | Григорий Данилович Столыпин    | Григорий Данилович Столыпин    |  |  | Наталья Алексеевна Столыпина | Наталья Алексеевна Столыпина | Наталья Алексеевна Столыпина | Наталья Алексеевна Столыпина | Наталья Алексеевна Столыпина   | Наталья Алексеевна Столыпина |  |  | Афанасий Алексеевич Столыпин  | Афанасий Алексеевич Столыпин  | Афанасий Алексеевич Столыпин  | Афанасий Алексеевич Столыпин  | Афанасий Алексеевич Столыпин  | Афанасий Алексеевич Столыпин  |                              |                              | Михаил Васильевич Арсеньев   | Михаил Васильевич Арсеньев   | Михаил Васильевич Арсеньев   | Михаил Васильевич Арсеньев   | Михаил Васильевич Арсеньев   | Михаил Васильевич Арсеньев   |                              |                              | Елизавета Алексеевна Столыпина | Елизавета Алексеевна Столыпина | Елизавета Алексеевна Столыпина | Елизавета Алексеевна Столыпина | Елизавета Алексеевна Столыпина | Елизавета Алексеевна Столыпина |                              |                              | Александр Алексеевич Столыпин | Александр Алексеевич Столыпин | Александр Алексеевич Столыпин | Александр Алексеевич Столыпин | Александр Алексеевич Столыпин | Александр Алексеевич Столыпин |  |  | Аркадий Алексеевич Столыпин | Аркадий Алексеевич Столыпин | Аркадий Алексеевич Столыпин | Аркадий Алексеевич Столыпин | Аркадий Алексеевич Столыпин | Аркадий Алексеевич Столыпин |  |  | Пётр Алексеевич Столыпин   | Пётр Алексеевич Столыпин   | Пётр Алексеевич Столыпин   | Пётр Алексеевич Столыпин   | Пётр Алексеевич Столыпин   | Пётр Алексеевич Столыпин   |  |  | Николай Алексеевич Столыпин  | Николай Алексеевич Столыпин  | Николай Алексеевич Столыпин  | Николай Алексеевич Столыпин  | Николай Алексеевич Столыпин  | Николай Алексеевич Столыпин  |  |  | Дмитрий Алексеевич Столыпин   | Дмитрий Алексеевич Столыпин   | Дмитрий Алексеевич Столыпин   | Дмитрий Алексеевич Столыпин   | Дмитрий Алексеевич Столыпин   | Дмитрий Алексеевич Столыпин   |
| Григорий Данилович Столыпин    | Григорий Данилович Столыпин    | Григорий Данилович Столыпин    | Григорий Данилович Столыпин    | Григорий Данилович Столыпин    | Григорий Данилович Столыпин    |  |  | Наталья Алексеевна Столыпина | Наталья Алексеевна Столыпина | Наталья Алексеевна Столыпина | Наталья Алексеевна Столыпина | Наталья Алексеевна Столыпина   | Наталья Алексеевна Столыпина |  |  | Афанасий Алексеевич Столыпин  | Афанасий Алексеевич Столыпин  | Афанасий Алексеевич Столыпин  | Афанасий Алексеевич Столыпин  | Афанасий Алексеевич Столыпин  | Афанасий Алексеевич Столыпин  |                              |                              | Михаил Васильевич Арсеньев   | Михаил Васильевич Арсеньев   | Михаил Васильевич Арсеньев   | Михаил Васильевич Арсеньев   | Михаил Васильевич Арсеньев   | Михаил Васильевич Арсеньев   |                              |                              | Елизавета Алексеевна Столыпина | Елизавета Алексеевна Столыпина | Елизавета Алексеевна Столыпина | Елизавета Алексеевна Столыпина | Елизавета Алексеевна Столыпина | Елизавета Алексеевна Столыпина |                              |                              | Александр Алексеевич Столыпин | Александр Алексеевич Столыпин | Александр Алексеевич Столыпин | Александр Алексеевич Столыпин | Александр Алексеевич Столыпин | Александр Алексеевич Столыпин |  |  | Аркадий Алексеевич Столыпин | Аркадий Алексеевич Столыпин | Аркадий Алексеевич Столыпин | Аркадий Алексеевич Столыпин | Аркадий Алексеевич Столыпин | Аркадий Алексеевич Столыпин |  |  | Пётр Алексеевич Столыпин   | Пётр Алексеевич Столыпин   | Пётр Алексеевич Столыпин   | Пётр Алексеевич Столыпин   | Пётр Алексеевич Столыпин   | Пётр Алексеевич Столыпин   |  |  | Николай Алексеевич Столыпин  | Николай Алексеевич Столыпин  | Николай Алексеевич Столыпин  | Николай Алексеевич Столыпин  | Николай Алексеевич Столыпин  | Николай Алексеевич Столыпин  |  |  | Дмитрий Алексеевич Столыпин   | Дмитрий Алексеевич Столыпин   | Дмитрий Алексеевич Столыпин   | Дмитрий Алексеевич Столыпин   | Дмитрий Алексеевич Столыпин   | Дмитрий Алексеевич Столыпин   |
|                                |                                |                                |                                |                                |                                |  |  |                              |                              |                              |                              |                                |                              |  |  |                               |                               |                               |                               |                               |                               |                              |                              |                              |                              |                              |                              |                              |                              |                              |                              |                                |                                |                                |                                |                                |                                |                              |                              |                               |                               |                               |                               |                               |                               |  |  |                             |                             |                             |                             |                             |                             |  |  |                            |                            |                            |                            |                            |                            |  |  |                              |                              |                              |                              |                              |                              |  |  |                               |                               |                               |                               |                               |                               |
|                                |                                |                                |                                |                                |                                |  |  |                              |                              |                              |                              |                                |                              |  |  |                               |                               |                               |                               |                               |                               |                              |                              |                              |                              |                              |                              |                              |                              |                              |                              |                                |                                |                                |                                |                                |                                |                              |                              |                               |                               |                               |                               |                               |                               |  |  |                             |                             |                             |                             |                             |                             |  |  |                            |                            |                            |                            |                            |                            |  |  |                              |                              |                              |                              |                              |                              |  |  |                               |                               |                               |                               |                               |                               |
| Алексей Илларионович Философов | Алексей Илларионович Философов | Алексей Илларионович Философов | Алексей Илларионович Философов | Алексей Илларионович Философов | Алексей Илларионович Философов |  |  | Анна Григорьевна Философова  | Анна Григорьевна Философова  | Анна Григорьевна Философова  | Анна Григорьевна Философова  | Анна Григорьевна Философова    | Анна Григорьевна Философова  |  |  | Наталья Афанасьевна Столыпина | Наталья Афанасьевна Столыпина | Наталья Афанасьевна Столыпина | Наталья Афанасьевна Столыпина | Наталья Афанасьевна Столыпина | Наталья Афанасьевна Столыпина |                              |                              | Юрий Петрович Лермонтов      | Юрий Петрович Лермонтов      | Юрий Петрович Лермонтов      | Юрий Петрович Лермонтов      | Юрий Петрович Лермонтов      | Юрий Петрович Лермонтов      |                              |                              | Мария Михайловна Арсеньева     | Мария Михайловна Арсеньева     | Мария Михайловна Арсеньева     | Мария Михайловна Арсеньева     | Мария Михайловна Арсеньева     | Мария Михайловна Арсеньева     |                              |                              | Алексей Аркадьевич Столыпин   | Алексей Аркадьевич Столыпин   | Алексей Аркадьевич Столыпин   | Алексей Аркадьевич Столыпин   | Алексей Аркадьевич Столыпин   | Алексей Аркадьевич Столыпин   |  |  | Дмитрий Аркадьевич Столыпин | Дмитрий Аркадьевич Столыпин | Дмитрий Аркадьевич Столыпин | Дмитрий Аркадьевич Столыпин | Дмитрий Аркадьевич Столыпин | Дмитрий Аркадьевич Столыпин |  |  | Мария Аркадьевна Столыпина | Мария Аркадьевна Столыпина | Мария Аркадьевна Столыпина | Мария Аркадьевна Столыпина | Мария Аркадьевна Столыпина | Мария Аркадьевна Столыпина |  |  | Наталья Михайловна Горчакова | Наталья Михайловна Горчакова | Наталья Михайловна Горчакова | Наталья Михайловна Горчакова | Наталья Михайловна Горчакова | Наталья Михайловна Горчакова |  |  | Аркадий Дмитриевич Столыпин   | Аркадий Дмитриевич Столыпин   | Аркадий Дмитриевич Столыпин   | Аркадий Дмитриевич Столыпин   | Аркадий Дмитриевич Столыпин   | Аркадий Дмитриевич Столыпин   |
| Алексей Илларионович Философов | Алексей Илларионович Философов | Алексей Илларионович Философов | Алексей Илларионович Философов | Алексей Илларионович Философов | Алексей Илларионович Философов |  |  | Анна Григорьевна Философова  | Анна Григорьевна Философова  | Анна Григорьевна Философова  | Анна Григорьевна Философова  | Анна Григорьевна Философова    | Анна Григорьевна Философова  |  |  | Наталья Афанасьевна Столыпина | Наталья Афанасьевна Столыпина | Наталья Афанасьевна Столыпина | Наталья Афанасьевна Столыпина | Наталья Афанасьевна Столыпина | Наталья Афанасьевна Столыпина |                              |                              | Юрий Петрович Лермонтов      | Юрий Петрович Лермонтов      | Юрий Петрович Лермонтов      | Юрий Петрович Лермонтов      | Юрий Петрович Лермонтов      | Юрий Петрович Лермонтов      |                              |                              | Мария Михайловна Арсеньева     | Мария Михайловна Арсеньева     | Мария Михайловна Арсеньева     | Мария Михайловна Арсеньева     | Мария Михайловна Арсеньева     | Мария Михайловна Арсеньева     |                              |                              | Алексей Аркадьевич Столыпин   | Алексей Аркадьевич Столыпин   | Алексей Аркадьевич Столыпин   | Алексей Аркадьевич Столыпин   | Алексей Аркадьевич Столыпин   | Алексей Аркадьевич Столыпин   |  |  | Дмитрий Аркадьевич Столыпин | Дмитрий Аркадьевич Столыпин | Дмитрий Аркадьевич Столыпин | Дмитрий Аркадьевич Столыпин | Дмитрий Аркадьевич Столыпин | Дмитрий Аркадьевич Столыпин |  |  | Мария Аркадьевна Столыпина | Мария Аркадьевна Столыпина | Мария Аркадьевна Столыпина | Мария Аркадьевна Столыпина | Мария Аркадьевна Столыпина | Мария Аркадьевна Столыпина |  |  | Наталья Михайловна Горчакова | Наталья Михайловна Горчакова | Наталья Михайловна Горчакова | Наталья Михайловна Горчакова | Наталья Михайловна Горчакова | Наталья Михайловна Горчакова |  |  | Аркадий Дмитриевич Столыпин   | Аркадий Дмитриевич Столыпин   | Аркадий Дмитриевич Столыпин   | Аркадий Дмитриевич Столыпин   | Аркадий Дмитриевич Столыпин   | Аркадий Дмитриевич Столыпин   |
|                                |                                |                                |                                |                                |                                |  |  |                              |                              |                              |                              |                                |                              |  |  |                               |                               |                               |                               |                               |                               |                              |                              |                              |                              |                              |                              |                              |                              |                              |                              |                                |                                |                                |                                |                                |                                |                              |                              |                               |                               |                               |                               |                               |                               |  |  |                             |                             |                             |                             |                             |                             |  |  |                            |                            |                            |                            |                            |                            |  |  |                              |                              |                              |                              |                              |                              |  |  |                               |                               |                               |                               |                               |                               |
|                                |                                |                                |                                |                                |                                |  |  |                              |                              |                              |                              |                                |                              |  |  |                               |                               |                               |                               |                               |                               |                              |                              |                              |                              |                              |                              |                              |                              |                              |                              |                                |                                |                                |                                |                                |                                |                              |                              |                               |                               |                               |                               |                               |                               |  |  |                             |                             |                             |                             |                             |                             |  |  |                            |                            |                            |                            |                            |                            |  |  |                              |                              |                              |                              |                              |                              |  |  |                               |                               |                               |                               |                               |                               |
|                                |                                |                                |                                |                                |                                |  |  |                              |                              |                              |                              |                                |                              |  |  |                               |                               |                               |                               |                               |                               |                              |                              |                              |                              |                              |                              | М. Ю. Лермонтов              | М. Ю. Лермонтов              | М. Ю. Лермонтов              | М. Ю. Лермонтов              | М. Ю. Лермонтов                | М. Ю. Лермонтов                |                                |                                |                                |                                |                              |                              |                               |                               |                               |                               |                               |                               |  |  |                             |                             |                             |                             |                             |                             |  |  | Ольга Борисовна Нейдгардт  | Ольга Борисовна Нейдгардт  | Ольга Борисовна Нейдгардт  | Ольга Борисовна Нейдгардт  | Ольга Борисовна Нейдгардт  | Ольга Борисовна Нейдгардт  |  |  | Пётр Аркадьевич Столыпин     | Пётр Аркадьевич Столыпин     | Пётр Аркадьевич Столыпин     | Пётр Аркадьевич Столыпин     | Пётр Аркадьевич Столыпин     | Пётр Аркадьевич Столыпин     |  |  | Александр Аркадьевич Столыпин | Александр Аркадьевич Столыпин | Александр Аркадьевич Столыпин | Александр Аркадьевич Столыпин | Александр Аркадьевич Столыпин | Александр Аркадьевич Столыпин |
|                                |                                |                                |                                |                                |                                |  |  |                              |                              |                              |                              |                                |                              |  |  |                               |                               |                               |                               |                               |                               |                              |                              |                              |                              |                              |                              | М. Ю. Лермонтов              | М. Ю. Лермонтов              | М. Ю. Лермонтов              | М. Ю. Лермонтов              | М. Ю. Лермонтов                | М. Ю. Лермонтов                |                                |                                |                                |                                |                              |                              |                               |                               |                               |                               |                               |                               |  |  |                             |                             |                             |                             |                             |                             |  |  | Ольга Борисовна Нейдгардт  | Ольга Борисовна Нейдгардт  | Ольга Борисовна Нейдгардт  | Ольга Борисовна Нейдгардт  | Ольга Борисовна Нейдгардт  | Ольга Борисовна Нейдгардт  |  |  | Пётр Аркадьевич Столыпин     | Пётр Аркадьевич Столыпин     | Пётр Аркадьевич Столыпин     | Пётр Аркадьевич Столыпин     | Пётр Аркадьевич Столыпин     | Пётр Аркадьевич Столыпин     |  |  | Александр Аркадьевич Столыпин | Александр Аркадьевич Столыпин | Александр Аркадьевич Столыпин | Александр Аркадьевич Столыпин | Александр Аркадьевич Столыпин | Александр Аркадьевич Столыпин |
|                                |                                |                                |                                |                                |                                |  |  |                              |                              |                              |                              |                                |                              |  |  |                               |                               |                               |                               |                               |                               |                              |                              |                              |                              |                              |                              |                              |                              |                              |                              |                                |                                |                                |                                |                                |                                |                              |                              |                               |                               |                               |                               |                               |                               |  |  |                             |                             |                             |                             |                             |                             |  |  |                            |                            |                            |                            |                            |                            |  |  |                              |                              |                              |                              |                              |                              |  |  |                               |                               |                               |                               |                               |                               |
|                                |                                |                                |                                |                                |                                |  |  |                              |                              |                              |                              |                                |                              |  |  |                               |                               |                               |                               |                               |                               |                              |                              |                              |                              |                              |                              |                              |                              |                              |                              |                                |                                |                                |                                |                                |                                |                              |                              |                               |                               |                               |                               |                               |                               |  |  |                             |                             |                             |                             |                             |                             |  |  |                            |                            |                            |                            |                            |                            |  |  |                              |                              |                              |                              |                              |                              |  |  |                               |                               |                               |                               |                               |                               |
|                                |                                |                                |                                |                                |                                |  |  |                              |                              |                              |                              |                                |                              |  |  |                               |                               |                               |                               |                               |                               |                              |                              |                              |                              |                              |                              |                              |                              |                              |                              | Мария                          | Мария                          | Мария                          | Мария                          | Мария                          | Мария                          |                              |                              | Наталья                       | Наталья                       | Наталья                       | Наталья                       | Наталья                       | Наталья                       |  |  | Елена                       | Елена                       | Елена                       | Елена                       | Елена                       | Елена                       |  |  | Ольга                      | Ольга                      | Ольга                      | Ольга                      | Ольга                      | Ольга                      |  |  | Александра                   | Александра                   | Александра                   | Александра                   | Александра                   | Александра                   |  |  | Аркадий                       | Аркадий                       | Аркадий                       | Аркадий                       | Аркадий                       | Аркадий                       |

## Известные представители
- Столыпин, Алексей Емельянович (1744—1817) — пензенский губернский предводитель дворянства (1787—1789). Имел 11 детей.
  - Столыпина, Елизавета Алексеевна (1773—1845) — бабушка М. Ю. Лермонтова.
  - Столыпин, Аркадий Алексеевич (1778—1825) — российский писатель, сенатор.
    - Столыпин, Николай Аркадьевич (1814—1884) — посланник в Штутгарте и Гааге.
    - Столыпин, Алексей Аркадьевич (1816—1858) — друг М. Ю. Лермонтова, известный под прозвищем «Монго».
    - Столыпин, Дмитрий Аркадьевич (1818—1893) — российский писатель, последователь О. Конта.

  - Столыпин, Николай Алексеевич (1781—1830) — генерал-лейтенант, военный губернатор Севастополя.
  - Столыпин, Дмитрий Алексеевич (1786—3.01.1826)[3] — генерал-майор, напечатал в «Ипокрене» 1801 года «Надгробную князю Репнину», в «Новостях русской литературы» 1802 года — стихотворение «Птичка».
    - Столыпин, Аркадий Дмитриевич (1822—1899) — генерал от артиллерии, писатель, сын Дмитрия Алексеевича.
      - Столыпин, Пётр Аркадьевич (1862—1911) — российский государственный деятель, премьер-министр.
        - Столыпин, Аркадий Петрович (1903−1990) — публицист, сын Петра Аркадьевича.

      - Столыпин, Александр Аркадьевич (1863—1925) — российский журналист, брат Петра Аркадьевича.

  - Столыпин, Афанасий Алексеевич (1788—1864) — участник наполеоновских войн, Саратовский губернский предводитель дворянства.
  - Столыпин, Александр Алексеевич (1774-1845/1847). В 1795-1797 адъютант А.В. Суворова. Участник многих войн. Коллежский асессор. Почетный попечитель гимназии в Симбирске. Похоронен на кладбище Покровского мужского монастыря. Жена Потулова Екатерина Александровна[источник не указан 3527 дней].

- Столыпин Н. — напечатал в «Приятном и полезном препровождении времени» 1794 года «Первый урок любви» и в «Новостях русской литерературы» стихи «Восторг», «Превратность», «Весна», «Надгробие великому Суворову», «К Лизе».

## Описание герба
Герб рода Столыпиных: в щите, имеющем в верхней половине красное поле, а в нижней — голубое, изображён одноглавый серебряный орел, держащий в правой лапе свившегося змея, а в левой — серебряную подкову, с золотым крестом (польский герб Побог). Намёт на щите красный и голубой, подложен золотом. Щитодержатели: два единорога. Под щитом девиз: «DEO SPES MEA» (лат. Бог — надежда наша).
Герб рода Столыпиных внесён в 10 часть Общего гербовника дворянских родов Всероссийской империи, стр. 31.